# Pietro Barocelli
Pietro Barocelli (o Piero) (Modena, 15 dicembre 1887 – Torino, 5 novembre 1981) è stato un archeologo italiano, ricordato per essere stato un pioniere dell'archeologia rupestre europea.

## Biografia
Trasferitosi a Torino con la famiglia, studiò alla Regia università con l'egittologo Ernesto Schiaparelli e si laureò nel 1911 con una tesi sulla storia delle ricerche sull'antico Egitto. Subito dopo la laurea fu nominato ispettore al Regio Museo di Antichità di Torino, dove prese servizio il 1º agosto del 1912.
Divenne anche ispettore ai monumenti archeologici per la Soprintendenza del Piemonte e della Liguria, con Schiaparelli come superiore. Fu proprio quell'anno che si recò a visitare le incisioni rupestri del Monte Bego. Recandosi in quei luoghi rese visita a Clarence Bicknell, considerato il massimo esperto delle incisioni rupestri della Valle delle Meraviglie, all'epoca ancora territorio italiano. Il botanico inglese che aveva scoperto le incisioni per caso ospitò vari anni Barocelli, nella sua casa di Fontanalba, vedendo in lui il continuatore dei suoi studi. Con Barocelli condivise anche i suoi calchi cartacei e le sue scoperte. Molto del materiale raccolto dagli studiosi è ancora oggi consultabile al museo Bicknell di Bordighera.
Nel 1921 pubblica il suo primo studio dedicato alle incisioni rupestri "Val Meraviglie e Fontanalba". Altre pubblicazioni seguiranno numerose, nel 1923, 1924, 1928 oltre a numerosi articoli scientifici, facendo di lui il nuovo esperto del settore. La consacrazione avvenne con la mostra, organizzata al museo Bicknell di Bordighera nel giugno del 1939, da Barocelli, Carlo Conti e Nino Lamboglia.
Barocelli ha legato il suo nome allo scavo e pubblicazione di importanti complessi archeologici come la necropoli e il teatro romano di Albintimilium, la città romana di Libarna e le incisioni rupestri della Valle delle Meraviglie, ai piedi del Monte Bego. Per lo studio di queste ultime, può essere considerato a buon diritto un pioniere dell'archeologia rupestre europea.
Alla morte di Schiapparelli nel 1929, diventa responsabile per la Soprintendenza per i beni archeologici del Piemonte e Liguria. Nel 1933 gli fu offerta la direzione del Museo di Antichità di Parma e l'anno successivo quella del Museo Preistorico e Etnografico Pigorini di Roma. Nel 1941 gli giunse il suo incarico più prestigioso, che conservò per ben 13 anni, Soprintendente alle Antichità di Roma V.
Raggiunta l'età della pensione, concluse i suoi impegni di docente universitario e rientrò in Piemonte dove continuò a coltivare la sua passione per l'archeologia. La Soprintendenza gli fornì dal 1962 al 1982 un ufficio proprio per il suo ruolo di spicco nel settore. Nel 1984 gli eredi donarono alla Soprintendenza tutti i documenti da lui raccolti durante i suoi anni di studio, ora conservati presso l'Archivio della Soprintendenza, l'Archivio del Museo Antichità Egizie e il Fondo Barocelli.

## Riconoscimenti
Il 28 aprile del 1937 divenne socio dell'Accademia delle Scienze di Torino.

## Opere
- P. Barocelli, Albintimilium, in « Monum. antichi pubblicati dalla R. Accad. dei Lincei », XXIX, 1923
- Barocelli P. 1921, “Val Meraviglie e Val Fontanalba (note di escursioni paletnologiche)”, in Atti della Società Piemontese di Archeologia e Belle Arti, X, 1-51 (estratto), X tavv.
- Barocelli P. 1923, “Esplorazione sistematica della zona archeologica di Monte Bego”, in Bollettino della Società Piemontese di Archeologia e Belle Arti, VII , fasc.3-4.
- Barocelli P. 1924, “Esplorazione delle incisioni rupestri nelle Alpi Marittime”, in Bollettino d’Arte del Ministero della Pubblica Istruzione: notizie dei musei, delle gallerie e dei monumenti d’Italia, anno 4, serie 2, n. 10, 471-473.
- Barocelli P. 1928, “Le incisioni rupestri delle Alpi Marittime (appunti paletnologici)”, in Historia, II, 1, 19-49.
- Barocelli P. 1947, “Le incisioni rupestri di Monte Bego nelle Alpi Marittime (Comune di Tenda), con sette figure nel testo e quattro tavole fuori testo”, in Rivista di Antropologia, XXXV, 246-272.
- Barocelli P. 1972, “Prefazione”, in Conti C., Corpus delle incisioni di Monte Bego, I, Bordighera, 1-16.